# Autoroute A410
L'autoroute A410 è una breve autostrada francese che funge da raccordo tra l'A40 e l'A41.

## Storia
Fu aperta nel 1981 come segmento nord dell'A41. Fu ribattezzata con la denominazione attuale nel 2008, quando fu aperto il tratto tra Villy-le-Pelloux e Saint-Julien-en-Genevois dell'A41.